# Trentepohlia lucrifera
Trentepohlia lucrifera là một loài ruồi trong họ Limoniidae. Chúng phân bố ở miền Australasia.